# Arrondissement de Ouadiour
Das Arrondissement de Ouadiour in Senegal ist eines von den zwei Arrondissements, in die das Département Gossas als Teil der Region Fatick gegliedert ist. Das Arrondissement umfasst drei Gemeinden (Communes). Die Unterpräfektur als Sitz des Arrondissements liegt in der Gemeinde Ouadiour.

## Geografie
Das Arrondissement liegt als Teil des Erdnussbeckens im zentralen Westen Senegals. Es umfasst den Westen des Départements mit Ausnahme der städtischen Kommune Gossas und hat eine Fläche von 449,80 km².

## Bevölkerung
Die Daten des Arrondissements und seiner Gemeinden (Communes) sind der Fläche und den letzten Volkszählungen nach wie folgt zusammengestellt:
| Commune        | Fläche km² | Einwohner 2013 | Einwohner 2023 |
| -------------- | ---------- | -------------- | -------------- |
| Ndiène Lagane  | 114,000    | 11.866         | 15.326         |
| Ouadiour       | 210,900    | 10.816         | 10.816         |
| Patar Lia      | 124,900    | 14.724         | 18.744         |
| Arrondissement | 449,800    | 37.406         | 44.886         |